# Liên bang Micronesia tại Thế vận hội
Các vận động viên (VĐV) đến từ Liên bang Micronesia đã tham gia thi đấu tại 5 kỳ Thế vận hội Mùa hè, nhưng chưa giành được huy chương Olympic.

## Bảng huy chương
| Thế vận hội         | Số VĐV       | Vàng | Bạc | Đồng | Tổng số | Xếp thứ |
| Sydney 2000         | 5            | 0    | 0   | 0    | 0       | –       |
| Athens 2004         | 5            | 0    | 0   | 0    | 0       | –       |
| Bắc Kinh 2008       | 5            | 0    | 0   | 0    | 0       | –       |
| Luân Đôn 2012       | 6            | 0    | 0   | 0    | 0       | –       |
| Rio de Janeiro 2016 | 5            | 0    | 0   | 0    | 0       | –       |
| Tokyo 2020          | chưa diễn ra |      |     |      |         |         |
| Paris 2024          | chưa diễn ra |      |     |      |         |         |
| Los Angeles 2028    | chưa diễn ra |      |     |      |         |         |
| Tổng số             | Tổng số      | 0    | 0   | 0    | 0       | –       |